# Vetenskapsåret 1955

## Händelser

### Allmänt
- 10 juni - H55-utställningen öppnas i Helsingborg.

### Fysik
- Okänt datum - Cyklotronen vid Liverpools universitet tas i drift.[1]

### Matematik
- Okänt datum - Roger Penrose återupptäcker Moore-Penrose pseudoinversen, som tidigare upptäckts av Eliakim Hastings Moore 1920.

## Pristagare
- Bigsbymedaljen: Percy Edward Kent [2]
- Copleymedaljen: Ronald Fisher
- Ingenjörsvetenskapsakademien utdelar Stora guldmedaljen till Helmer Gustavson
- Nobelpriset: [3]
  - Fysik: Willis E Lamb och Polykarp Kusch
  - Kemi: Vincent du Vigneaud
  - Fysiologi/medicin: Hugo Theorell
- Polhemspriset: Gunnar Pleijel och Georg Drougge
- Sylvestermedaljen: Edward Titchmarsh
- Wollastonmedaljen: Arthur Elijah Trueman [4]

## Födda
- 20 april – Svante Pääbo, svensk biolog och Nobelpristagare

## Avlidna
- 7 januari – Arthur Keith, brittisk antropolog
- 18 april – Albert Einstein, fysiker

### Fotnoter
1. ↑  ”Science Places Liverpool”. 2008. http://www.scienceplaces.org/liverpool/liverpool_list.html. Läst 20 mars 2011.
2. ↑  ”Geological Society”. Arkiverad från originalet den 5 juni 2011. https://web.archive.org/web/20110605101836/http://www.geolsoc.org.uk/gsl/society/history/page753.html. Läst 13 april 2011.
3. ↑  ”Nobelpriset”. http://nobelprize.org/nobel_prizes/lists/all/index.html. Läst 10 april 2011.
4. ↑  ”Geological Society”. Arkiverad från originalet den 5 juni 2011. https://web.archive.org/web/20110605102217/http://www.geolsoc.org.uk/gsl/society/history/page750.html. Läst 14 april 2011.